# Neosophia elongata
Neosophia elongata là một loài ruồi trong họ Tachinidae.